# Pośredni Żleb (Dolina Starorobociańska)

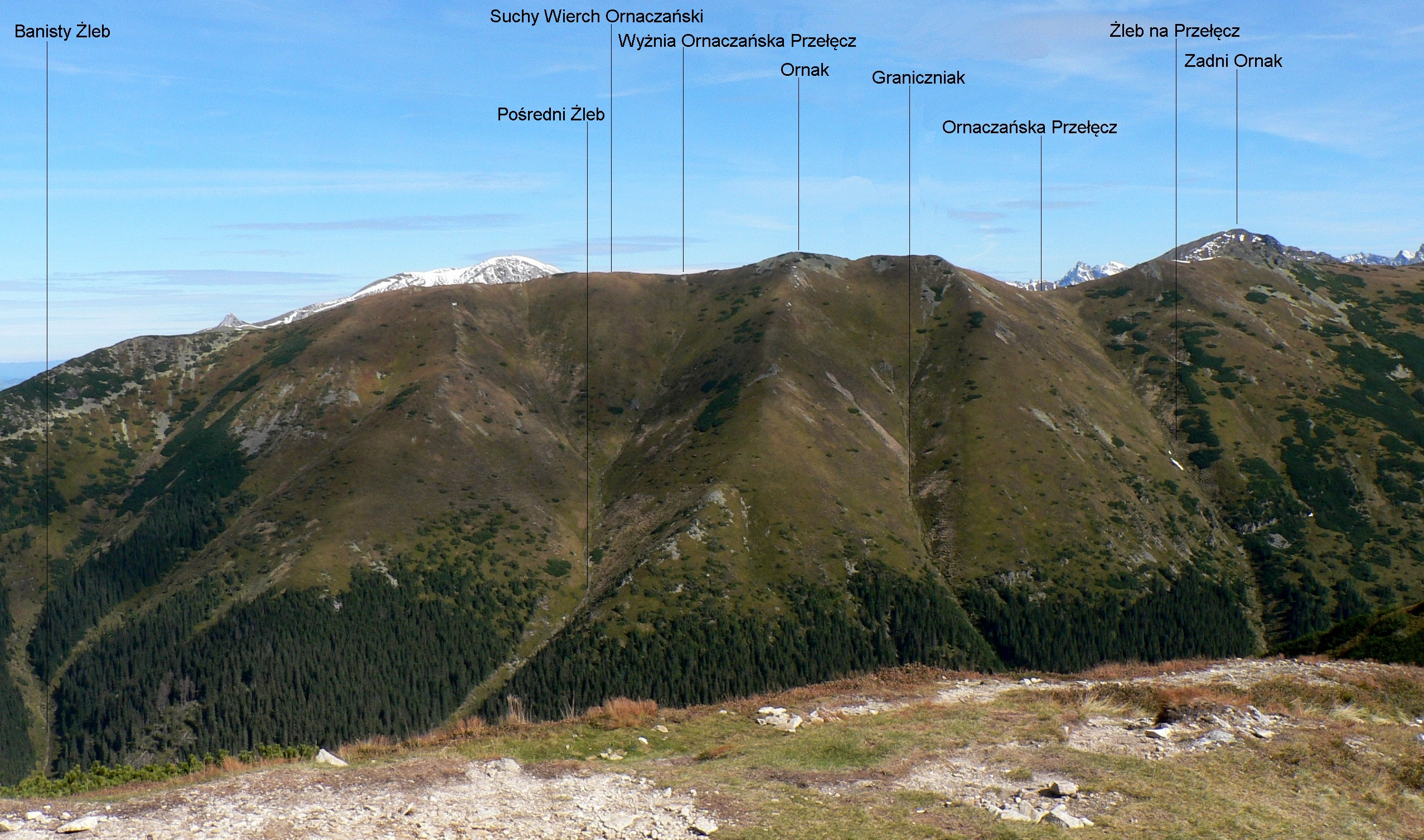
Widok z Trzydniowiańskiego Wierchu

Pośredni Żleb – żleb na zachodnich stokach masywu Ornaku w Tatrach Zachodnich. Opada z Suchego Wierchu Ornaczańskiego do środkowej części Doliny Starorobociańskiej. W górnej części lejkowato rozszerza się na dwa koryta; jedno podchodzi pod Wyżnią Ornaczańską Przełęcz, drugie pod grań Ornaku po północnej stronie Suchego Wierchu Ornaczańskiego. Na wysokości około 1280 m żleb przecina czarny szlak turystyczny.
Zimą żlebem tym schodzą lawiny. Jest w górnej części trawiasty, co sprzyja powstawaniu lawin, dołem okolice żlebu porośnięte są lasem, koryto żlebu jednak jest bezleśne. Dawniej okolice żlebu były terenem wypasowym Hali Stara Robota. Na mapach zachowały się jeszcze pasterskie nazwy upłazów i zboczy w okolicach żlebu: Wielki Rohacz, Pośredni Upłaz, Skrajna Wolarnia, Skoruśniak.